# تاکشی کواهارا
تاکشی کواهارا (انگلیسی: Takeshi Kuwahara؛ زادهٔ ۱۰ مهٔ ۱۹۸۵) بازیکن فوتبال اهل ژاپن است.
از باشگاه‌هایی که در آن بازی کرده‌است می‌توان به باشگاه فوتبال کونسادول ساپورو اشاره کرد.